# Księga Koheleta

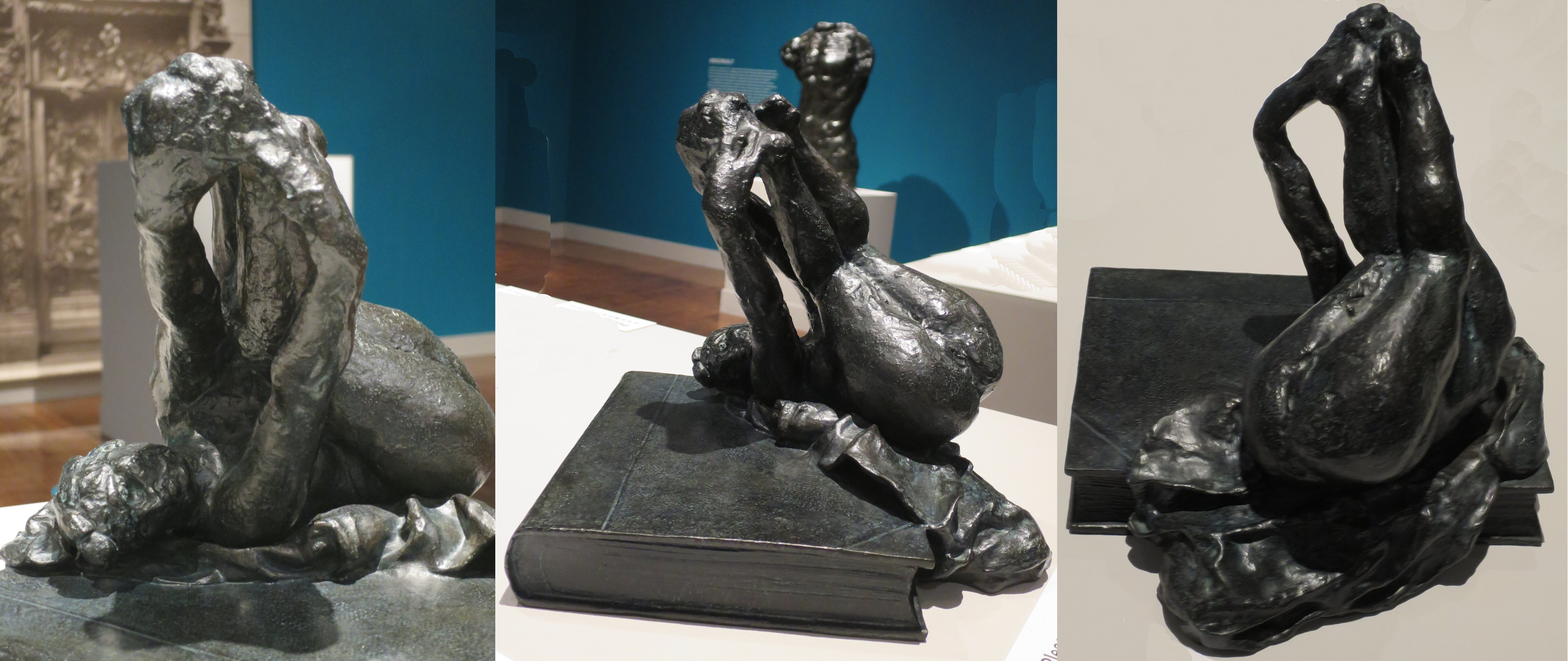
Księga Koheleta z brązu, stworzona przez francuskiego rzeźbiarza Augusta Rodina

Księga Koheleta [Koh], Księga Eklezjastesa [Ekl], Księga Kaznodziei Salomona [Kazn] – (hebr. קהלת Kohelet) należy do pism dydaktycznych Starego Testamentu (w Biblii Hebrajskiej zaliczana do ketuwim – pisma). Kohelet (gr. Ekklesiastes) jest określeniem osoby urzędowo uprawnionej do przemawiania podczas zebrań.
Według tradycyjnego przekazu autorem księgi jest król Salomon, syn i  następca króla Dawida. Część badaczy podważa autorstwo Salomona, jak również datowanie księgi; jej styl i tematyka, będąca wyrazem zainteresowań filozoficznych i eschatologicznych starożytnych Izraelitów są typowe dla III w. p.n.e.

## Treść księgi
Księga Koheleta zawiera rozważania nad sensem życia ludzkiego. Wynika z nich, że poza Bogiem-Stwórcą, nic nie ma absolutnej wartości, nie jest trwałe i nie potrafi w pełni uszczęśliwiać. Ani bogactwa, ani władza, sława, nawet mądrość nie czynią człowieka spełnionym i zadowolonym. Tę myśl wyrażają słowa: „marność nad marnościami i wszystko marność".
Użyte w tym sztandarowym fragmencie Księgi hebrajskie słowo hewel, tłumaczone typowo jako „marność”, oznacza właściwie „zwiewność”, „ulotność”, „dym”, „mgłę” – nie jest jednoznacznie nacechowane negatywnie i wskazuje nie na literalną „marność”, „słabość”, „kiepskość”, lecz na nietrwałość istniejącego stworzenia.
Przekonanie o tym, że wszystko jest marnością dotyczy zjawisk przyrody, zabiegów człowieka zmierzających do osiągnięcia bogactwa i sławy, używania przyjemności i mądrości. Kohelet mówi o zachłanności ludzi, marnotrawstwie, traceniu i omijaniu tego, co piękne, chęci korzystania z jak największych przyjemności.
Człowiek poddany jest prawom przemijania. Powinien więc czerpać z życia pełnymi garściami wszystko to, co sprawia mu radość – jednak, co zaznacza Kaznodzieja – przy zachowaniu szacunku, poważania‚ bojaźni względem Boga. Warto cieszyć się z tego, co się ma, bez względu na okoliczności. W życiu jest czas na radość i na smutek, i powinniśmy zachować odpowiedni dystans do życia. Należy utrzymywać umiar i rozsądek nie tylko w szczęściu, ale także przy niepowodzeniach i nieszczęściach.
Stwierdzenie o niezbędnej równowadze między cierpieniem a szczęściem jest tezą „Ody do Rozpaczy”. W niej możemy przeczytać, iż cierpienie i rozpacz jest dopełnieniem człowieczeństwa, bez niego nie doświadczymy pełni życia, a także nie docenimy szczęścia – jest bowiem nieodłącznym elementem życia ludzkiego i doczesności.
Autor podsumowuje swoje wywody nakazem do życia według Bożych praw, gdyż Bóg nie przemija, jego mądrość jest wieczna, niezmienna. Wszystko, co człowiek posiada, pochodzi od Boga i On będzie sądził każdego człowieka i jego postępowanie. Esencja Księgi Koheleta zawiera się w ostatnich wersach (12,13-14): „Koniec mowy. Wszystkiego tego wysłuchawszy: Boga się bój i przykazań jego przestrzegaj, bo cały w tym człowiek! Bóg bowiem każdy czyn wezwie przed sąd dotyczący wszystkiego, co ukryte: czy dobre było, czy złe" (Biblia Tysiąclecia).

## Marność
Słowo marność (łac. vanitas), pochodzi z łacińskiego przekładu drugiego wersetu księgi (vanitas vanitatum et omnia vanitas – marność nad marnościami i wszystko marność) (Koh 1,2). Motyw marności najbardziej widoczny jest w epokach średniowiecza i baroku (fascynacja śmiercią przejawiała się w sztuce i literaturze). W innych epokach pojawiały się również związane z przemijaniem świata przemyślenia na tle egzystencjalnym.
W wersji hebrajskiej do czynienia mamy ze słowem hewel,  którego najlepszym tłumaczeniem jest przemijanie, ulotność, dym. Parafraza więc brzmiałaby przemijanie nad przemijaniem; wszystko przemija. Tłumaczenie tych słów w Przekładzie Ekumenicznym brzmi: ulotne, jakże ulotne, wszystko jest takie ulotne. Przyjęcie tej nie utartej w mowie potocznej wersji często pomaga spojrzeć na całość księgi nie tylko, jako tekst o tym, iż wszystko jest pozbawione sensu, na co wskazywać by mógł słynny aforyzm vanitas vanitatum (...).

## Nawiązania do Księgi Koheleta

### w literaturze polskiej
- Do Księgi Koheleta nawiązuje Jan Kochanowski we fraszce O żywocie ludzkim.
- Wiersz Daniela Naborowskiego pt. „Marność” stanowiąca barokową parafrazę słów Eklezjastesa.
- Wiersz Czesława Miłosza pt. Piosenka przywołuje prawdy o przemijalności rzeczy ludzkich i potrzebie zachowania dystansu wobec życia.
- Cytaty z Księgi Koheleta pojawiają się w powieści Julii Fiedorczuk Pod słońcem.

### w literaturze obcej
- Powieść Bracia Aszkenazy, napisana przez Israela Joszuę Singera, podsumowana jest cytatem z tej księgi: „marność nad marnościami, wszystko marność".
- Życiowym mottem Kurta Wallandera, bohatera szwedzkiej serii powieści kryminalnych Henninga Mankella, są słowa: Jest czas rodzenia i czas umierania (Koh 3, 2).

### w kulturze popularnej
- W 1965 roku amerykańska grupa The Byrds zdobyła rozgłos, nagrywając własne opracowanie ballady Petera Seegera pt. Turn! Turn! Turn! (To Everything There Is a Season) do tekstu zaczerpniętego z biblijnej księgi Koheleta (Koh 3, 1-8)[2].
- Swoją interpretację fragmentu Księgi Koheleta (Koh 3, 1-15) stworzyła polska grupa 2Tm2,3 w utworze „Każda rzecz ma swój czas" z albumu dementi (2008).